# Суворова, Юлия Васильевна
Суво́рова Ю́лия Васильевна (12 марта 1939, Москва, СССР — 5 декабря 2009, Москва, Россия) — советский и российский учёный, представитель школы наследственной механики сред с последействием академика Ю. Н. Работнова.
Автор более 150 статей и 2 монографий в области динамики наследственных сред, ползучести и запаздывающего разрушения композитных материалов, под её руководством защищено 15 кандидатских и 4 докторских диссертации.

## Биография
Юлия Васильевна родилась 12 марта 1939 г. в Москве, в семье генерал-майора авиации Суворова В. В.
В 1955 году Юлия Суворова с золотой медалью окончила среднюю школу № 585 г. Москвы.
В том же году Юлия Суворова поступила на Механико-математический факультет МГУ, который окончила в 1960 году по специальности «Механика». В годы учебы на «мехмате» Юлия Суворова неизменно была старостой потока механиков, активно участвуя в общественной и спортивной жизни факультета. В 1957 году она в составе студенческого отряда МГУ ездила на целину.
Вся научная жизнь Юлии Суворовой была связана с Институтом машиноведения им. А. А. Благонравова РАН, где она с 1963 г. прошла путь от аспиранта до главного научного сотрудника и члена диссертационного совета.
После окончания аспирантуры в 1970 году Юлия Васильевна Суворова защитила в МГУ им. М.В.Ломоносова диссертацию на соискание ученой степени кандидата физико-математических наук, а в 1980-м — защитила в ИМАШ докторскую диссертацию на тему «Нелинейно-наследственные модели деформирования и разрушения конструкционных материалов».
Одновременно с проведением научно-исследовательских работ Юлия Васильевна в течение ряда лет занималась преподавательской деятельностью в Московском институте электронного машиностроения на кафедре Математического моделирования физико-механических систем, где ею был разработан новый курс «Математические основы теории управления», а также цикл учебно-исследовательских и лабораторных работ по специализации кафедры, опубликован ряд учебно-методических пособий и курс лекций в рамках специальности «Прикладная математика». Ю. В. Суворова принимала непосредственное участие в становлении новой специализации кафедры по математическому моделированию, разрабатывая методики, квалификационные характеристики и учебные планы. По совокупности работ в 1989 г. ей было присвоено звание профессора.
Суворова была представителем школы академика Ю. Н. Работнова, чьи идеи в области наследственной механики сред с последействием она развивала. Её перу принадлежат более 150 статей и 2 монографии в области динамики наследственных сред, ползучести и запаздывающего разрушения композитных материалов.
Юлия Васильевна Суворова умерла после тяжёлой болезни 5 декабря 2009 г.